# Inukšuk

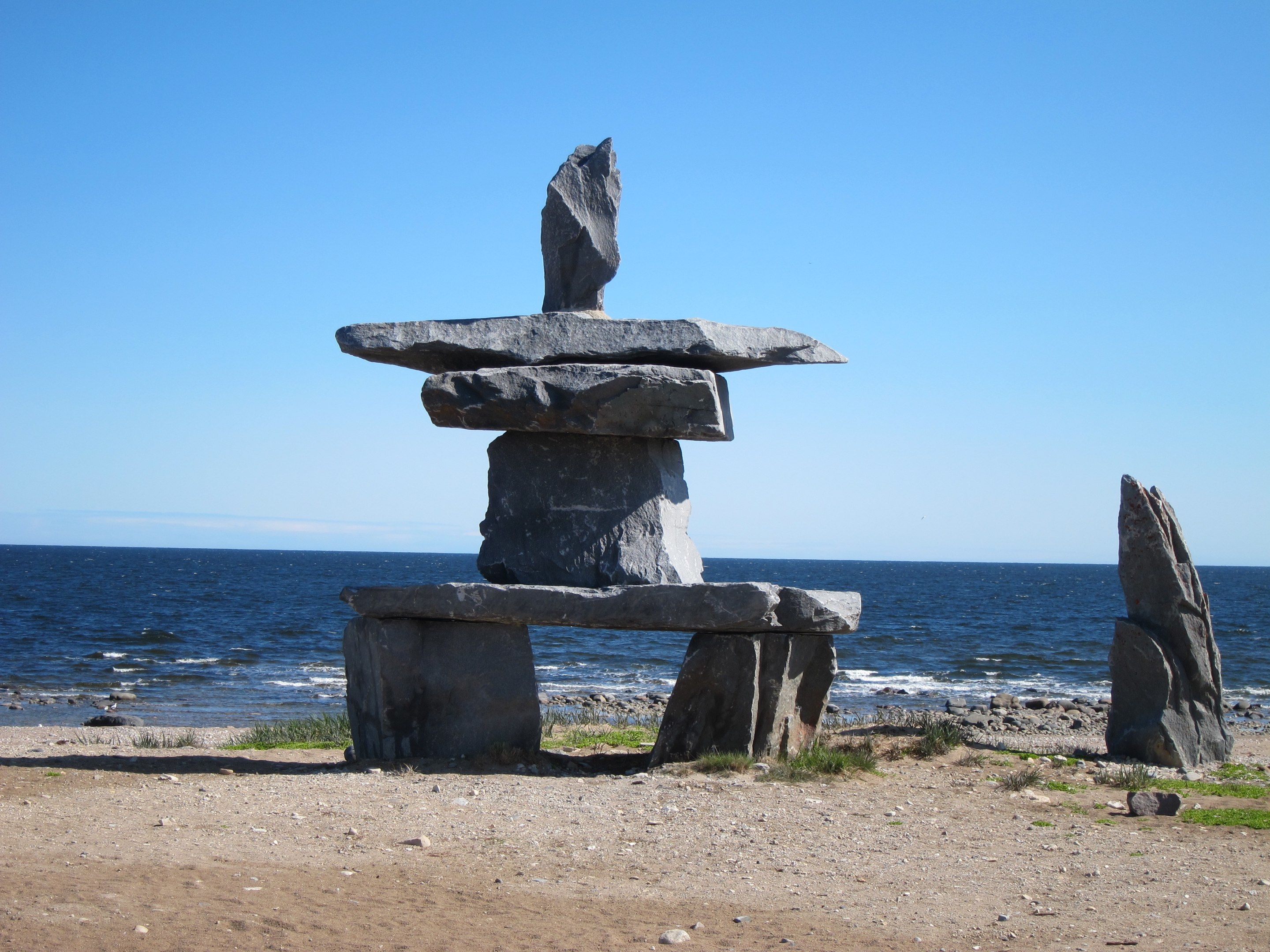
Inukšuk na pobřeží Hudsonova zálivu

Inukšuk nebo inuksuk (inuktitutským slabičným písmem ᐃᓄᒃᓱᒃ, doslova „napodobenina člověka“), množné číslo inuksuit, je označení pro kamenné sochy, které vytvářejí Eskymáci na severoamerickém pobřeží Severního ledového oceánu. Nejmenší mají okolo půl metru, nejvyšší se nachází v Schombergu a měří 11,3 m. Mají různou podobu, od jediného vztyčeného balvanu po realistické zobrazení člověka s rozpřaženýma rukama, postavené z nasucho skládaných plochých kamenů. Na kanadském Baffinově ostrově lze nalézt útvary datované až do období 2400–1800 let před naším letopočtem. Slouží jako orientační bod v ploché přímořské krajině (podobně jako kamenní mužíci jinde ve světě) označující loviště nebo tábořiště i jako kultovní místo domorodého náboženství. 
Původní význam soch byl čistě pragmatický. Inukšuky lovcům usnadnily orientaci v jednotvárné severské přírodě, kde bylo snadné zabloudit a padnout za oběť krutému mrazu a chladu. Inukšuky se používaly a používají k označování posvátných míst. Fungovaly jako orientační body pro rybáře, a značily místa, kde se vyskytovalo hojné množství ryb.
Obyvatelé Aljašky používají inukšuky také při lovu sobů: kamenné postavy jsou rozmístěny do trychtýře a lovci mezi ně naženou stádo; zvířata považují na dálku inukšuky za skutečné lidi a ve snaze vyhnout se jim vběhnou do pasti. Poloostrov Inuksuk Point na Baffinově ostrově je kanadskou národní kulturní památkou, na malé ploše se tu nachází více než stovka inukšuků.
Inuksuky měly nejen různé významy, ale byly také stavěny v různých tvarech a velikostech. Například útvary známé jako inuksummarik byly obvykle větší než většina inuksuků, a proto se používaly právě jako navigační body. Naproti tomu styl zvaný tikkuuti se stavěl jako směrový ukazatel a často se skládal z kamenů trojúhelníkového tvaru seřazených po celé délce země (to představovalo směr, kterým se má člověk vydat). Nejznámější útvary inukshuk, které připomínají velké lidi, se označují jako inunnguaq a měly spíše symbolický charakter. Niungvaliruluit je inuksuk ve tvaru okna, který se používá k zaměřování a vyrovnávání. Někdy je v rámu niungvaliruluitu vidět značka dalšího místa nebo samotný cíl cesty.
Inukšuk je symbolem kultury původních obyvatel, je vyobrazen na vlajce kanadského teritoria Nunavut i autonomního inuitského území Nunatsiavut v rámci provincie Newfoundland a Labrador. Inukšuk vytvořený inuitským sochařem Davidem Rubenem Piqtoukunem zdobí vstupní halu kanadského velvyslanectví ve Washingtonu. V roce 2005 vztyčili Kanaďané kamenného mužíka na Hansově ostrově, aby podpořili svůj nárok na toto sporné území. Pro Světovou výstavu 1986 ve Vancouveru vznikla kamenná postava v městském parku, další inukšuk jménem Ilanaaq (Přítel) byl oficiálním maskotem ZOH 2010.